# Eddie Figge
Edit Katarina (Eddie) Figge, född Gustafsson 4 februari 1904 i Adolf Fredriks församling i Stockholm, död 12 september 2003 i S:t Görans församling, var en svensk konstnär och skådespelare. 
Eddie Figge började sin karriär vid teatern och baletten hos Ernst Rolf, där hon senare blev primadonna. På 1930-talet hade hon också roller i ett antal svenska filmer.
Bildkonsten kom in förhållandevis sent i hennes liv. Hon började studerade måleri vid Académie de la Grande Chaumière i Paris 1939 och sedan vid Otte Skölds målarskola 1939–1942. Hennes första separatutställning hölls i Oslo 1945. Hon inspirerades i Frankrike av konstriktningen informell konst. I sin konst har hon över åren under längre perioder arbetat med ett antal temata som klassisk grekisk kultur, maya- och inka-kultur, partikelfysik och rymdforskning.
Hon är representerad bland annat vid Moderna Museet, Musée d'Art Moderne i Paris och Skissernas museum i Lund.
Eddie Figge var gift med hotelldirektören Paul Figge 1924–1927 och med Rune Jansson 1944–1966. Hon är gravsatt i minneslunden på Norra begravningsplatsen utanför Stockholm.

## Filmografi roller i urval
- 1930 – Kronans kavaljerer
- 1933 – Kära släkten
- 1936 – Släkten är värst
- 1936 – På Solsidan
- 1936 – Bröllopsresan
- 1937 – Adolf Armstarke